# Forges-les-Bains
Forges-les-Bains är en kommun i departementet Essonne i regionen Île-de-France i norra Frankrike. Kommunen ligger i kantonen Limours som tillhör arrondissementet Palaiseau. År 2022 hade Forges-les-Bains 4 138 invånare.

## Befolkningsutveckling
Antalet invånare i kommunen Forges-les-Bains
| Referens: INSEE |